# Regio IX degli scavi archeologici di Pompei
Nella lista seguono i monumenti presenti nella Regio IX degli scavi archeologici di Pompei.

## Insula 1
| Pos. | Foto | Nome                             | Descrizione | Note |
| ---- | ---- | -------------------------------- | --- | ---- |
| 1    | -    | Bottega                          | - |      |
| 2    | -    | Bottega                          | - |      |
| 3    |      | Panificio                        | - |      |
| 4    |      | Bottega                          | - |      |
| 5    |      | Bottega di L. Livi Firmi         | - |      |
| 6    | -    | Thermopolium                     | - |      |
| 7    | -    | Casa di Paccius Alexander        | È una piccola casa di poco meno di duecento metri quadrati: l'atrio presenta in una parete resti delle decorazioni con tre nicchie di cui una, decorata con una conchiglia, adibita a larario; tra gli ambienti meglio conservati è il triclinio, con affreschi in quarto stile, tra cui si una donna con un pavone ed un uomo con lo stesso animale, mentre altri sono stati staccati e conservati nel museo archeologico nazionale di Napoli.            |      |
| 8    | -    | Bar                              | - |      |
| 9    | -    | Bottega                          | - |      |
| 10   |      | Bottega                          | - |      |
| 11   |      | Bottega                          | - |      |
| 12   |      | Casa senza nome                  | - |      |
| 13   |      | Thermopolium                     | - |      |
| 14   |      | Bottega                          | - |      |
| 15   | -    | Thermopolium                     | - |      |
| 16   |      | Thermopolium                     | - |      |
| 17   |      | Bottega                          | - |      |
| 18   |      | Bottega                          | - |      |
| 19   |      | Bottega                          | - |      |
| 20   |      | Casa di M. Epidio Rufo           | È caratterizzata da un grosso portone e da un atrio corinzio con sedici colonne, alte quattro metri e mezzo. Notevole il larario, con dedica al padrone e ai lari della casa e le tracce di pitture presenti nel tablino, con soggetti di piante stilizzate ed architetture fantastiche, oltre ad una scena di Marsia che sfida Apollo a suonare la tibia.                                                                                                 |      |
| 21   |      | Bottega                          | - |      |
| 22   |      | Casa di M. Epidio Sabino         | È un grande casa con oltre venticinque stanze e con un doppio atrio, in uno dei quali è posto un larario, caratterizzato da una grossa colonnina dorica e ancora affrescato: possiede inoltre un tablino e due peristili; numerose sono le decorazioni rimanenti, sia pavimentali, a mosaico, sia parietali, con pitture in primo e quarto stile, mentre altra particolarità è rappresentata dalla cucina che era anche utilizzata come panificio privato. |      |
| 23   |      | Bottega                          | - |      |
| 24   |      | Bottega                          | - |      |
| 25   |      | Bottega                          | - |      |
| 26   |      | Casa di Sodoma e Gomorra         | È stata scavata nel 1858 ed in seguito nel 1869 ed è così chiamata poiché sia nel triclinio che nel cubicolo è stato ritrovato un graffito che si riferiva alle città di Sodoma e Gomorra: la casa, grande poco più di centotrenta metri quadrati, ha sei stanze ed un atrio centrale. |      |
| 27   |      | Bottega di Pacuvius Erasistratus | - |      |
| 28   | -    | Stalla di Thesmus                | - |      |
| 29   | -    | Casa senza nome                  | - |      |
| 30   | -    | Ingresso secondario (IX.1.20)    | - |      |
| 31   | -    | Bottega                          | - |      |
| 32   | -    | Casa senza nome                  | - |      |
| 33   | -    | Ingresso secondario (IX.1.3)     | - |      |
| 34   | -    | Ingresso per piano superiore     | - |      |

## Insula 2
| Pos. | Foto | Nome                                    | Descrizione | Note |
| ---- | ---- | --------------------------------------- | --- | ---- |
| 1    |      | Altare                                  | - |      |
| 2    |      | Bottega                                 | - |      |
| 3    |      | Bottega                                 | - |      |
| 4    |      | Casa con bottega                        | - |      |
| 5    |      | Casa con bottega                        | - |      |
| 6    |      | Bottega                                 | - |      |
| 7    |      | Casa della Fontana d'Amore              | È stata esplorata nel 1851 e l'ingresso è anticipato da una bottega: l'abitazione è di modeste dimensioni e composta da un cubicolo, da un triclinio, che presenta residui di decorazioni parietali e un piccolo giardino, nel quale è una fontana, affrescata in origine con una ninfa che aveva tra le mani un cratere a forma di fontana dal quale usciva l'acqua.                                                                                                  |      |
| 8    |      | Ingresso per piano superiore            | - |      |
| 9    |      | Bottega                                 | - |      |
| 10   |      | Casa di Chlorus e Caprasia              | Chiamata anche Casa del Gallo II ha nel triclinio l'ambiente più importante ritrovato: è caratterizzato da un soffitto a volta e conserva i suoi affreschi sia lungo le pareti che nella parte del tetto; anche un cubicolo nei pressi del peristilio ha resti di decorazioni parietali, ma rovinate dal tempo: in particolar modo nella scena centrale di un pannello dovevano essere raffigurati Galatea e Polifemo; la casa era dotata anche di un piano superiore. |      |
| 11   |      | Taberna Attiorum I                      | - |      |
| 12   |      | Taberna Attiorum II                     | - |      |
| 13   | -    | Casa con bottega                        | - |      |
| 14   | -    | Bottega                                 | - |      |
| 15   | -    | Ingresso secondario (IX.2.16.)          | - |      |
| 16   | -    | Casa di Titus Dentatius Panthera        | Chiamata anche Casa di Bellerofonte o Casa della Principessa Margherita presenta ancora sulla facciata d'ingresso resti di affreschi, così come nell'atrio dov'era dipinto Bellerofonte, poi staccato per essere conservato al museo archeologico nazionale di Napoli: la casa inoltre aveva in alcuni ambienti una pavimentazione in cocciopesto ed in altri a mosaico, mentre tra gli altri affreschi rinvenuti una pittura raffigurante le tre Grazie.              |      |
| 17   | -    | Casa di Q. Brittius Balbus              | Dopo un breve corridoio d'ingresso, ha un atrio, intorno al quale si aprono diversi ambienti tra cui cubicoli con resti della decorazione in stucco e intonaco: nello stesso ambiente è presente anche un focolare e diverse nicchie utilizzate come larari; nella zona del giardino si aprono il triclinio ed un'esedra, mentre del peristilio restano solo due colonne con scarne decorazioni in stucco, oltre ad un puteale.                                        |      |
| 18   | -    | Casa di Curvius Marcellus e Fabia       | Presenta un atrio con impluvium in marmo e pareti, così come quelli dei cubicoli e del triclinio, con resti di decorazioni pittoriche in giallo, rosso e nero; superato il tablino si accede nel giardino con i resti delle basi delle colonne e di un larario, mentre nella cucina si osserva il focolare ed una latrina. |      |
| 19   | -    | Ingresso secondario (IX.2.21.)          | - |      |
| 20   | -    | Bottega                                 | - |      |
| 21   | -    | Casa senza nome                         | - |      |
| 22   | -    | Bottega                                 | - |      |
| 23   | -    | Bottega                                 | - |      |
| 24   | -    | Stalla e scuderia                       | - |      |
| 25   | -    | Caupona di Thyrsus                      | - |      |
| 26   | -    | Casa di M. Casellius Marcellus          | È stata scavata nel 1869: l'atrio ha un caratteristico larario a nicchia sostenuto da due colonne e poggiante un alto podio dipinto in rosso, sul quale si osservano, anche se sbiaditi, due serpenti in giallo; segue quindi il tablino ed il giardino. |      |
| 27   | -    | Casa delle Nozze di Nettuno e Anfitrite | Chiamata anche Casa della Principessa Margherita o Casa del Granduca di Toscana è stata esplorata nel 1849 e nel 1869: negli ambienti della casa si notano ancora resti della decorazione parietale, anche se i principali reperti, rappresentati da mosaici sono stati staccati e conservati al museo archeologico napoletano, come ad esempio la raffigurazione di Nettuno e Anfitrite ed una raffigurazione di pesci ed anatre.                                     |      |
| 28   | -    | Ingresso secondario (IX.2.27.)          | - |      |
| 29   | -    | Ingresso secondario (IX.2.1.)           | - |      |

## Insula 3
| Pos. | Foto | Nome                                   | Descrizione | Note |
| ---- | ---- | -------------------------------------- | --- | ---- |
| 1    |      | Bottega                                | - |      |
| 2    |      | Officina offectoria di Ubonius         | - |      |
| 3    |      | Bottega                                | - |      |
| 4    |      | Bottega                                | - |      |
| 5    |      | Casa di Marco Lucrezio                 | Apparteneva ad un decurione della città, nonché sacerdote di Marte; presenta un atrio con larario, un tablino ed un giardino pensile arricchito con statue in marmo: Una scala conduceva al piano superiore, mentre delle decorazioni, in parte staccate e conservate al museo archeologico di Napoli, rimangono quadretti con soggetti mitologici e architetture fantastiche, tipiche del quarto stile, come il trionfo di Bacco.          |      |
| 6    |      | Bottega                                | - |      |
| 7    |      | Bottega                                | - |      |
| 8    |      | Bottega                                | - |      |
| 9    |      | Bottega di Titus                       | - |      |
| 10   |      | Pistrinum di T. Terentius Proculus     | - |      |
| 11   | -    | Ingresso secondario (IX.3.10)          | - |      |
| 12   | -    | Panificio di T. Terentius Proculus     | - |      |
| 13   | -    | Casa di Fabius Celer                   | - |      |
| 14   | -    | Casa di C. Catius Scithus              | - |      |
| 15   | -    | Casa di Philocalus                     | Aveva un dipinto di Mercurio e Minerva sulla facciata, mentre nel corridoio d'ingresso era posta la scala che conduceva al piano superiore: l'atrio ha impluvium e puteale ed intorno ambienti con tracce di decorazioni parietali tra cui la raffigurazione di Iside con in mano una cornucopia ed ai suoi piedi un globo, conservata al museo archeologico nazionale, il giardino invece presenta un colonnato su tre lati ed un larario. |      |
| 16   | -    | Bottega di C. Tettius Faustus          | - |      |
| 17   | -    | Taberna di Q. Salusti Inventi          | - |      |
| 18   | -    | Taberna di P. Pacci Clari              | - |      |
| 19   | -    | Taberna di T. Genialis                 | - |      |
| 20   | -    | Panificio                              | - |      |
| 21   |      | Deposito di A. Vettius Caprasius Felix | - |      |
| 22   | -    | Ingresso secondario (IX.3.21)          | - |      |
| 23   | -    | Casa senza nome                        | - |      |
| 24   | -    | Ingresso secondario (IX.3.5)           | - |      |
| 25   | -    | Casa di L. Clodius Varus e Pelagia     | È stata esplorata nel 1871 e misura poco più di cento metri quadrati con sole cinque stanze: in una di esse fu ritrovato un graffito, posto nella zona dove doveva esserci un letto, con i due nomi con cui è soprannominata la casa e si riferivano probabilmente ai due coniugi che l'abitavano. |      |

## Insula 4
| Pos. | Foto | Nome                          | Descrizione | Note |
| ---- | ---- | ----------------------------- | ----------- | ---- |
| 1    |      | Bottega                       | -           |      |
| 2    | -    | Bottega                       | -           |      |
| 3    | -    | Bottega                       | -           |      |
| 4    | -    | Bottega                       | -           |      |
| 5    |      | Terme Centrali                | -           |      |
| 6    |      | Bottega                       | -           |      |
| 7    |      | Bottega                       | -           |      |
| 8    |      | Bottega                       | -           |      |
| 9    | -    | Bottega                       | -           |      |
| 10   | -    | Ingresso secondario (IX.4.5.) | -           |      |
| 11   | -    | Latrine pubbliche             | -           |      |
| 12   | -    | Ingresso per piano superiore  | -           |      |
| 13   | -    | Ingresso secondario (IX.4.5.) | -           |      |
| 14   | -    | Ingresso secondario (IX.4.5.) | -           |      |
| 15   | -    | Ingresso secondario (IX.4.5.) | -           |      |
| 16   | -    | Ingresso secondario (IX.4.5.) | -           |      |
| 17   |      | Bottega                       | -           |      |
| 18   |      | Ingresso secondario (IX.4.5.) | -           |      |
| 19   |      | Bottega                       | -           |      |
| 20   |      | Bottega                       | -           |      |
| 21   |      | Bottega                       | -           |      |
| 22   |      | Ingresso secondario (IX.4.1.) | -           |      |

## Insula 5
| Pos. | Foto | Nome                           | Descrizione | Note |
| ---- | ---- | ------------------------------ | --- | ---- |
| 1    | -    | Bottega                        | - |      |
| 2    | -    | Casa di Achille                | Chiamata anche Casa dello Scheletro o Casa di Stronnius è stata scavata nel 1877 e presenta resti di pitture, sia lungo le pareti, che ridotte a quadretti per essere esposte al museo archeologico napoletano: nei cubicoli intorno all'atrio si osserva Arianna, Dioniso e un sileno e Venere con un ariete, mentre in un ambiente nei pressi del giardino è, in un pannello, la raffigurazione di Efesto che porta l'armatura ad Achille.          |      |
| 3    | -    | Bottega                        | - |      |
| 4    |      | Bottega                        | - |      |
| 5    |      | Bottega                        | - |      |
| 6    |      | Casa senza nome                | - |      |
| 7    |      | Bottega                        | - |      |
| 8    |      | Bottega                        | - |      |
| 9    |      | Casa dei Pigmei                | È così chiamata poiché in una stanza è presente un affresco raffigurante scene di vita quotidiana di pigmei lungo il corso del fiume Nilo: si osservano quindi anche torri, templi e vari animali tra i quali un ippopotamo; la casa presenta il classico impianto delle abitazioni romane, con atrio, tablino e peristilio. |      |
| 10   |      | Bottega                        | - |      |
| 11   |      | Casa senza nome                | - |      |
| 12   | -    | Bottega                        | - |      |
| 13   | -    | Ingresso secondario (IX.5.11.) | - |      |
| 14   | -    | Casa del Ristorante            | È il frutto dell'unione di due abitazioni ed è quindi ha due atri con altrettanti impluvium ed un largo peristilio; si conservano inoltre numerosi reperti di tipo decorativo, come mosaici pavimentali nella zona dell'ingresso ed affreschi, la maggior parte in quarto stile, tra cui alcuni di tipo erotico ed altri a tema mitologico come Europa seduta su un toro, Ercole ed Onfale ed Arianna e Dioniso con una pantera ed una statua di Pan. |      |
| 15   | -    | Ingresso per piano superiore   | - |      |
| 16   | -    | Popina                         | - |      |
| 17   | -    | Ingresso secondario (IX.5.6.)  | - |      |
| 18   | -    | Casa di Giasone                | Ha restituito un gran numero di pitture, in larga parte staccate in epoca borbonica per entrare a far parte della collezione privata reale, come Fedra, Medea che medita di uccidere i bambini, Afrodite e Paride e Giasone e Pelia, affresco da cui la casa prendere il nome; la casa è ampia circa quattrocento metri quadrati e suddivisa in quattordici stanze, oltre all'atrio ed il giardino, disposto tutto in un impianto irregolare.         |      |
| 19   | -    | Ingresso per piano superiore   | - |      |
| 20   | -    | Ingresso per piano superiore   | - |      |
| 21   | -    | Ingresso secondario (IX.5.18.) | - |      |
| 22   | -    | Ingresso secondario (IX.5.2.)  | - |      |

## Insula 6
| Pos. | Foto | Nome                          | Descrizione | Note |
| ---- | ---- | ----------------------------- | --- | ---- |
| 1    | -    | Ingresso secondario (IX.6.A.) | - |      |
| 2    | -    | Ingresso per piano superiore  | - |      |
| 3    | -    | Casa di P.F.L.                | È così chiamata poiché al suo interno venne ritrovato un anello che aveva incise tali lettere: è composta da un atrio con scarsi resti dell'impluvium, sul quale si aprono diverse stanze; segue quindi il tablino ed il giardino dove è presente una vasca e sul quale si apre il triclinio: restano scarse decorazioni parietali, mentre è andata perduta la pavimentazione in cocciopesto con tessere bianche nella zona del vestibolo.                             |      |
| 4    | -    | Casa di Piramo                | È stata esplorata nel 1878 ma in seguito è stata pesantemente bombardata nel 1943 causandone la distruzione dell'atrio e di quattro camere: la parte meglio conservata è quella del giardino, con resti superstiti di colonne, nel quale si apriva un larario. |      |
| 5    | -    | Casa di Oppius Gratus         | Era in fase di restauro al momento dell'eruzione del Vesuvio nel 79 in quanto la maggior parte delle pareti erano in uno stato grezzo e furono inoltre rinvenuti innumerevoli strumenti utilizzati per i lavori di ristrutturazione: è disposta intorno all'atrio con impluvium in tufo, segue quindi il tablino, il giardino con resti del peristilio ed il triclinio, all'interno del quale furono ritrovati gioielli, monete e tre statuette in bronzo di divinità. |      |
| 6    | -    | Ingresso per piano superiore  | - |      |
| 7    | -    | Ingresso secondario (IX.6.5.) | - |      |
| 8    | -    | Casa del Larario di Venere    | In parte ancora da scavare, ha una pianta irregolare con otto stanze che si aprono intorno all'atrio, dal quale si accede anche direttamente al giardino, dove si trova il larario che dà il nome alla casa: l'interno della nicchia è rivestita in stucco giallo ed al centro era disegnato un albero con uccelli, alla base era dipinta una statua adornata con una maschera, mentre nella zona del timpano tracce di decorazioni in stucco.                         |      |
| A    | -    | Fullonica di Marcus           | - |      |
| B    | -    | Bar di Marcus                 | - |      |
| C    | -    | Bottega                       | - |      |
| D    | -    | Casa di Didone ed Enea        | È stata indagata nel 1868 e nel 1879 restituendo numerosi affreschi, alcuni dei quali perduti, altri conservati al museo archeologico nazionale di Napoli: su una parete del corridoio d'ingresso era la raffigurazione di Arianna abbandonata da Teseo, sulla parete del triclinio un frammento di affresco di Didone ed Enea, che dà il nome alla casa, e delle sirene; in altri ambienti poi, il dipinto di Polifemo e quello di Dedalo ed Icaro.                   |      |
| E    | -    | Bottega                       | - |      |
| F    | -    | Bottega                       | - |      |
| G    | -    | Casa di C. Cornelius          | Non è stata ancora completamente esplorata: le prime indagini sono cominciate nel 1878; della casa è visibile l'atrio, il tablino ed il giardino, anche se parte del suo peristilio, insieme a quattro stanze sono andati distrutte durante la seconda guerra mondiale: tra le principali decorazioni ritrovate, ma poi andate perdute, un affresco di un medaglione con la testa di Venere ed un larario sostenuto da colonne.                                        |      |
| H    | -    | Casa di Clodius Attalus       | È stata parzialmente scavata e poi nuovamente interrata: è stata chiamata in questo modo poiché sulla sua facciata venne ritrovata un'iscrizione elettorale che riportava appunto il nome di Clodius Attalus. |      |

## Insula 7
| Pos. | Foto | Nome                                    | Descrizione | Note |
| ---- | ---- | --------------------------------------- | --- | ---- |
| 1    | -    | Taberna delle Quattro Divinità          | Chiamata anche Casa di Venere e dei Quattro Dei è una casa parzialmente scavata, che presenta sulla facciata ancora resti di affreschi, ben conservati: si notano una scena della processione in onore di Cibele, Diana, Mercurio, Giove, Apollo, la Venere Pompeiana ed il busto di Dioniso in una nicchia. |      |
| 2    | -    | Bottega                                 | - |      |
| 3    | -    | Casa dei Sittii Pompeiani               | Chiamata anche Casa di P. Sittius Coniunctus è stata esplorata parzialmente nel 1912: si nota esclusivamente l'ingresso tra due lesene con capitelli in ordine corinzio, mentre le iscrizioni elettorali sulla facciata sono andate perdute. |      |
| 4    | -    | Bottega                                 | - |      |
| 5    | -    | Bottega di Verecundus                   | - |      |
| 6    | -    | Casa di Verecundus                      | È stata parzialmente scavata nel 1912 ed è possibile osservare solo la facciata esterna dove è conservato un affresco che raffigura Venere trainata da cavalli e nello scomparto inferiore il tipo di lavoro, la produzione di stoffa, che veniva svolta nella bottega attigua. |      |
| 7    | -    | Bottega                                 | - |      |
| 8    |      | Bottega                                 | - |      |
| 9    |      | Casa di Popidio Montano                 | È stata parzialmente esplorata nel 1912: è visibile solo la facciata, dove è stato possibile ottenere dei calchi in gesso delle ante della porta d'ingresso; al momento dello scavo diverse raccomandazioni elettorali erano dipinte sulla parete. |      |
| 10   |      | Bottega                                 | - |      |
| 11   | -    | Bottega                                 | - |      |
| 12   |      | Casa senza nome                         | - |      |
| 13   |      | Thermopolium                            | - |      |
| 14   | -    | Identificazione incerta                 | - |      |
| 15   | -    | Cella meretricia                        | - |      |
| 16   | -    | Casa di A. Virnius Modestus             | Chiamata anche Casa del Cavallo Troiano è scavata esclusivamente nella parte dell'atrio: sono stati comunque rinvenute diverse decorazioni parietali, alcune ancora visibili, soprattutto nella zoccolatura, altre staccate per essere conservate al museo archeologico nazionale di Napoli, come la raffigurazione dell'ingresso del cavallo di Troia.                                                                                           |      |
| 17   | -    | Ingresso per piano superiore            | - |      |
| 18   | -    | Bottega                                 | - |      |
| 19   | -    | Casa dello Specchio                     | È così chiamata per il ritrovamento di un pezzo di vetro in uno dei suoi ambienti: ampia oltre centocinquanta metri quadrati e divisa in più di dieci stanze, al suo interno si conservano resti di intonaci colorati alle pareti, molti dei quali andati perduti, come l'affresco di un pavone e Diana con la testa coronata di foglie: la maggior parte delle pitture era in terzo stile.                                                       |      |
| 20   | -    | Casa degli Archi                        | Chiamata anche Casa di Caprasius Felix e Fortunata o Casa della Fortuna viene così denominata per il colonnato del peristilio che presenta delle giunzioni da una colonna all'altra ad arco, ma anche perché apparteneva a Caprasius Felix, nome rinvenuto su delle anfore contenenti vino: sono stati ritrovati una testa in marmo raffigurante Iside, numerosi affreschi in terzo stile ed una fontana decorata a mosaico con tessere colorate. |      |
| 21   | -    | Caupona di Tertius                      | - |      |
| 22   | -    | Ingresso secondario (IX.7.21.)          | - |      |
| 23   | -    | Caupona di T. Claudius Epaphroditus     | - |      |
| 24   | -    | Thermopolium                            | - |      |
| 25   | -    | Thermopolium di MM. Fabii Memor e Celer | - |      |
| 26   | -    | Caupona di Fabius Memor                 | - |      |

## Insula 8
| Pos. | Foto | Nome                            | Descrizione | Note |
| ---- | ---- | ------------------------------- | --- | ---- |
| 1    |      | Bottega                         | Dotata anche di stanze sul retro, una scala conduceva al piano superiore, nella cui parte sottostante sorgeva una latrina; resta visibile un nicchia, probabilmente rivestita in stucco bianco. |      |
| 2    |      | Scuola philosophica epicurea    | Oltre a diverse iscrizioni elettorali ritrovate al momento dello scavo sulla parete esterna, all'interno rimangono tracce di decorazioni parietali in bianco e rosso, tra cui si è ben conservata la raffigurazione di un paesaggio sacro, poi staccato, e diversi graffiti. |      |
| 3    |      | Ingresso secondario (IX.8.6.)   | - |      |
| 4    |      | Bottega                         | Oltre a delle iscrizioni elettorali sulle pareti esterne, non presenta decorazioni; sono presenti resti di una scala e di una latrina. |      |
| 5    |      | Bottega                         | Sono state rinvenute iscrizioni elettorali sulle pareti esterne. |      |
| 6    |      | Casa del Centenario             | È così chiamata in quanto esplorata nel 1879 a diciotto secoli di distanza dall'eruzione del Vesuvio ed è il frutto dell'unione di tre abitazioni: l'atrio presenta un pavimento a mosaico e pitture a soggetto teatrale, mentre il tablino dà l'accesso al peristilio porticato; al centro del giardino è la piscina, mentre sul fondo un piccolo ninfeo: la casa è dotata anche di un secondo quartiere più piccolo, con atrio centrale, circondato da stanze. |      |
| 7    |      | Bottega                         | Al suo interno venivano vendute probabilmente bilance e pesi e venne rinvenuta una meridiana: si notano resti della decorazione pittorica in bianco e rosso. |      |
| 8    | -    | Casa di Primigenia              | Parzialmente scavata, presentava iscrizioni elettorali sulle pareti esterne, mentre all'interno è stato ritrovato un larario decorato con corna ed una ghirlanda ed un affresco raffigurante Teseo che abbandona Arianna sull'isola di Nasso. |      |
| A    | -    | Ingresso secondario (IX.8.6.)   | - |      |
| B    | -    | Hospitium di C. Hyginius Firmus | Così chiamato per via di un graffito ritrovato su una parete, si estende su un'area di circa centosessanta metri quadrati: è diviso in nove ambienti e presenta tracce di affreschi alle pareti. |      |
| C    | -    | Ingresso secondario (IX.8.6.)   | - |      |

## Insula 9
| Pos. | Foto | Nome                                | Descrizione | Note |
| ---- | ---- | ----------------------------------- | --- | ---- |
| 1    |      | Thermopolium di L. Statius Receptus | - |      |
| 2    |      | Caupona of L. Statius Receptus      | - |      |
| 3    |      | Bottega                             | - |      |
| 4    |      | Bottega                             | - |      |
| 5    |      | Bottega                             | - |      |
| 6    |      | Casa di Vinaio                      | Era utilizzata sia come bottega che come abitazione ed è stata scavata nel 1887: la casa presenta un impianto irregolare con un piccolo atrio con un cubicolo, il tablino e il giardino con un piccolo larario a nicchia, in origine stuccato in bianco. |      |
| 7    |      | Bottega                             | - |      |
| 8    |      | Bar                                 | - |      |
| 9    | -    | Ingresso secondario (IX.9.8.)       | - |      |
| 10   | -    | Ingresso secondario (IX.9.6.)       | - |      |
| 11   | -    | Casa senza nome                     | - |      |
| 12   | -    | Hospitium                           | - |      |
| 13   | -    | Casa senza nome                     | - |      |
| A    | -    | Casa senza nome                     | - |      |
| B    | -    | Ingresso per piano superiore        | - |      |
| C    | -    | Casa del Porcellino                 | Chiamata anche Casa di Sulpicius Rufus prende il nome sia da un affresco della cucina raffigurante un maiale, sia da un sigillo ritrovato nei pressi dell'ingresso recante il nome di Sulpicius Rufus: la casa conserva numerosissimi resti di affreschi in diversi ambienti sia in terzo che in quarto stile come ad esempio nei cubicoli intorno all'atrio, dove si osservano i pannelli decorativi quasi del tutto intatti o nel triclinio o nella cucina. |      |
| D    | -    | Casa senza nome                     | - |      |
| E    | -    | Casa senza nome                     | - |      |
| F    | -    | Casa senza nome                     | - |      |
| G    | -    | Casa di P. Aemili Celeris           | Deve il suo nome a diversi graffiti ritrovati più volte sulla facciata principale: è una piccola casa di appena sessantacinque metri quadrati, divisa in quattro stanze; al suo interno rimangono scarni resti della decorazione parietale, soprattutto nella zona del triclinio, mentre il larario affrescato, posto nella cucina, è andato perduto. |      |

## Insula 10
| Pos. | Foto | Nome            | Descrizione | Note |
| ---- | ---- | --------------- | ----------- | ---- |
| 1    | -    | Casa senza nome | -           |      |
| 2    | -    | Casa senza nome | -           |      |

## Insula 11
| Pos. | Foto | Nome                          | Descrizione | Note |
| ---- | ---- | ----------------------------- | --- | ---- |
| 1    | -    | Casa di Cn. Audius Bassus     | Non è stata ancora scavata, eccetto la facciata nel 1911, che ha restituito i resti di un affresco, raffigurante la processione ad un santuario; nei pressi dell'ingresso inoltre erano presenti dei graffiti, andati perduti.     |      |
| 2    |      | Termopolio di Asellina        | Deve il nome a quello delle sue proprietarie, dedotto da un manifesto elettorale dipinto sulla parete esterna del locale; al suo interno bancone con dolia e piano superiore dove i clienti potevano intrattenersi con prostitute. |      |
| 3    |      | Casa senza nome               | - |      |
| 4    |      | Bottega dell'Insegna dei Vasi | - |      |
| 5    |      | Bottega                       | - |      |
| 6    |      | Bottega                       | - |      |
| 7    |      | Casa di Cornelio Massimo      | Non è stata ancora del tutto esplorata ed è visibile solo la parte della facciata, che presenta alcune iscrizioni elettorali e due dipinti raffiguranti Ercole e Minerva, quest'ultimo però andato perduto.                        |      |
| 8    | -    | Bottega                       | - |      |

## Insula 12
| Pos. | Foto | Nome                           | Descrizione | Note |
| ---- | ---- | ------------------------------ | --- | ---- |
| 1    |      | Casa del Cenacolo Colonnato I  | È una casa ancora parzialmente scavata, di cui è visibile solo la facciata, che presenta la particolarità di avere un secondo piano realizzato tramite l'utilizzo di colonne; nelle vicinanze della casa fu inoltre ritrovata una grossa anfora. |      |
| 2    | -    | Ingresso per piano superiore   | - |      |
| 3    | -    | Bottega                        | - |      |
| 4    |      | Casa del Cenacolo Colonnato II | È stata parzialmente esplorata nel 1912 e poi danneggiata da un bombardamento nel 1943: la casa si presenta con la facciata a due piani, con il secondo retto da colonne, mentre all'interno, nei pochi ambienti riportati alla luce, resti di decorazioni pittoriche.                                                                                       |      |
| 5    | -    | Bottega                        | - |      |
| 6    | -    | Casa dei Casti Amanti          | Era in corso di ristrutturazione al momento dell'eruzione, come testimoniato dai disegni preparatori sulle mura realizzati prima di essere colorati. In parte usata come panificio, presenta numerose pitture tra cui quelle di amanti riuniti a convito. Nella stalla sono stati inoltre ritrovati gli scheletri dei muli utilizzati per caricare il grano. |      |
| 7    |      | Caupona di Purpurio            | - |      |
| 8    | -    | Stalla                         | - |      |
| 9    |      | Casa dei Pittori a Lavoro      | Ha permesso agli studiosi di ben comprendere le modalità di pittura dell'epoca romana, in quanto al momento dell'eruzione dei pittori stavano eseguendo dei lavori di decorazione. La casa presenta un grosso salone, che affaccia su un giardino con un piccolo portico ed aiuole simmetriche.                                                              |      |

## Insula 13
| Pos. | Foto | Nome                            | Descrizione | Note |
| ---- | ---- | ------------------------------- | --- | ---- |
| 1    |      | Ingresso secondario (IX.13.3.)  | - |      |
| 2    |      | Bottega                         | - |      |
| 3    |      | Casa di Giulio Polibio          | È composta da un atrio con decorazioni in primo stile, un ambiente di servizio con cucina e larario dipinto, un peristilio con affreschi in terzo stile, nel quale sono stati ottenuti i calchi di armadi e porte ed un triclinio, con la raffigurazione di Anfione e Zeto a Dirce: nello stesso ambiente fu ritrovata anche una statua di Apollo in bronzo. |      |
| 4    |      | Bottega di Successus            | - |      |
| 5    |      | Casa di M. Fabius Ululitremulus | È stata parzialmente scavata nel 1913 e nel 1970 ed è visibile solo la facciata sulla quale sono presenti alcuni graffiti, mentre al momento dello scavo erano presenti anche alcuni affreschi come quello raffigurante Romolo ed Enea con il padre Anchise.                                                                                                 |      |
| 6    |      | Bottega di Sextus Ceius         | - |      |

## Insula 14
| Pos. | Foto | Nome                           | Descrizione | Note |
| ---- | ---- | ------------------------------ | --- | ---- |
| 1    | -    | Caupona                        | - |      |
| 2    | -    | Ingresso secondario (IX.14.4.) | - |      |
| 3    | -    | Bottega                        | - |      |
| 4    | -    | Casa di M. Obellius Firmus     | Risale all'epoca sannitica: costituita da due ingressi, è dotata di un secondo piano attraverso il quale si accedeva con tre scale. La maggior parte delle decorazioni degli ambienti, come l'oecus, il tablino e l'atrio sono in secondo stile e degni di nota sono un medaglione con la raffigurazione Obelio figlio e della moglie e la scena di un banchetto; la casa è inoltre dotata di giardino. |      |
| A    | -    | Ingresso secondario (IX.14.1.) | - |      |
| B    | -    | Casa senza nome                | - |      |
| C    | -    | Casa senza nome                | - |      |